# Synaphris saphrynis
Synaphris saphrynis is een spinnensoort uit de familie Synaphridae. De soort komt voor in Spanje.